# 中居屋重兵衛

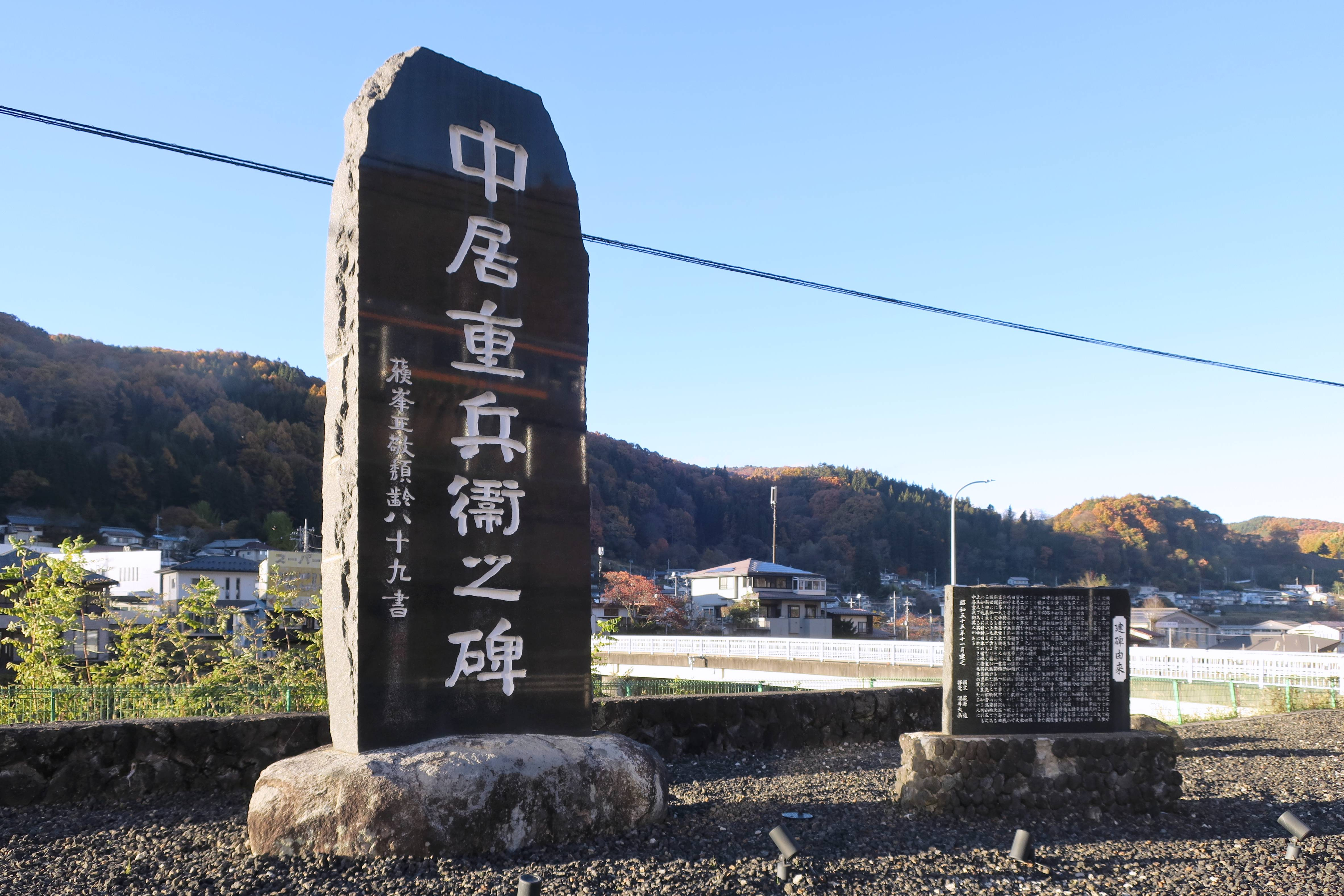
群馬県嬬恋村に建つ「中居重兵衛之碑」（書：徳富蘇峰）

中居屋 重兵衛（なかいや じゅうべえ、文政3年3月〈1820年〉 - 文久元年8月2日〈1861年9月6日〉）は、江戸時代の豪商・蘭学者。火薬の研究者としても知られる。中居屋は屋号で、本名は黒岩 撰之助（くろいわ せんのすけ）。異名に中居撰之助。開港直後の横浜でもっとも多くの生糸を輸出し栄えたが、万延元年1月（1860年）に幕府から営業停止命令を受け、わずか2年ほどで没落した。

## 経歴
上野国吾妻郡中居村（現在の群馬県吾妻郡嬬恋村三原）に、名主・黒岩幸右衛門の子として生まれる。商人として身を立てようと江戸に出て苦労する。天保11年（1840年）、和泉屋善兵衛の元で火薬の研究に没頭し、蘭学者川本幸民とシーボルトに師事する。安政2年（1855年）には火薬の専門書「砲薬新書」を出版するなど、日本の火薬研究をリードした。時は幕末であり、中居屋のもとには多くの武士が火薬知識を求めてやってきたという。
中居屋開店以前から諸藩と関係を持ち、開店直後から会津藩・上田藩などの藩領で生産された生糸を輸出していた。安政6年（1859年）日米修好通商条約締結に伴い、横浜が開港されたことから、幕府に強制的に移転させられる。しかし中居屋はこの機会に外国商人との上州生糸の貿易を半ば独占し（当時上州生糸はもっとも品質のよいことで知られた）、莫大な利益を上げた。横浜本町四丁目に建設した店は銅御殿と呼ばれるほど拡大した。敷地面積は1200坪で、安政6年6月に開店した。幕府から営業停止を受けたのは、店の屋根を銅葺きにした中居屋の店の普請があまりに華美であったことが、幕府の怒りに触れたこととされる。また、幕府の御用商人であった三井家の資料では、中居屋には奥州・上州・甲州・信州・越後の糸商人が集まり、中居屋の名義を借りて外国商館に生糸を販売しており（名義貸しは違法）、幕府が近日中に取り締まりに着手するであろうとあり、営業停止命令の前々月には中居屋の支配人が入牢させられてもいる。だが、彼は水戸藩のシンパであり、時の大老・井伊直弼とは敵対関係にあった。また、安政7年3月3日（1860年3月24日）の水戸藩浪士による桜田門外の変で使用されたピストルは重兵衛が提供したとも言われ 、それは武器も輸入していた中居屋がジャーディン・マセソン商会から入手したものだったとする説もある 。そして文久元年（1861年）8月2日死去。幕府の生糸輸出制限令違反で捕縛された後に獄死したとも、麻疹により病死したともされる。

## 没後
長野県上伊那郡辰野町の小野家に伝わる史料によると、重兵衛病死後、格之助という人物が二代目重兵衛を襲名したが、中居屋は店舗地所を抵当に商人仲間や外国商館から借金をしていたようで、負債に関する訴訟が相次ぎ、1870年11月に商人・常盤屋五郎衛門が中居屋の地所を取得、「売込引取商・常盤屋」として店を開いた。
中居屋重兵衛の墓は群馬県の指定文化財となっている。嬬恋村三原には、子孫を名乗る割烹店があり、重兵衛に関する書籍や、子孫をモデルに描いた重兵衛の想像肖像画などが展示されている。JR万座・鹿沢口駅前には重兵衛顕彰碑が、横浜市中区の重兵衛の店跡（本町2-22）には当時の中居屋（中井）が描かれた二代目広重による錦絵を用いた記念碑が建てられている。

## 偽史説
「中居屋重兵衛の先祖である黒岩家は、代々らい病（ハンセン病）治療を家業として患者や安藤昌益から生祠（生き神）と尊敬された家系で、重兵衛自身も坂本龍馬・吉田松陰など多数の幕末の志士と交流があり、洪秀全や曽国藩から漢詩を贈られるほどの重要人物であった」という説があるが、この説の出所はすべて「中山文庫」と呼ばれる史料集であり、中山文庫以外の史料では活躍を裏付ける記述が見当たらない。獄死説も中山文庫に由来する。1987年には中山文庫を根拠とした書籍『中居屋重兵衛とらい』が出版されるに至った。
この説を疑問視していた歴史家の松本健一は、中山文庫の所有者であり水戸藩家老・中山備前守家の当主を自称する人物と接触して中山文庫を検証した。調査の結果、松本は中山文庫に基づく説を偽史だと結論づけ、1993年に『真贋　中居屋重兵衛のまぼろし』を発表している。このような偽史は、商人・中居屋重兵衛に愛国的な社会事業者としての側面を付加するために捏造されたものだろうと松本は考察している。
こうした尊王派を支援したという説は、昭和に入ってから生まれたとみられる。1934年の上毛新聞は「東京蒲田女塚に住む老歴史家・中里機庵の研究により、重兵衛は勤皇の志士であり、水戸派浪士を金銭的に支援したため、密輸の汚名を着せられたと察せられる」とし、1936年の重兵衛顕彰碑建設のための趣意書では、世話人代表の国家主義者・津久井龍雄が重兵衛を「勤皇の義商」として持ち上げている。なお、中里機庵は中里右吉郎ともいい、仏僧・日持についても独特の論を展開したが、後年の研究で否定されている。

## 関連書籍
伝記
- 萩原進『炎の生糸商　中居屋重兵衛』有隣新書、1994/06（1978年初版）

考証書
- 松本健一『真贋　中居屋重兵衛のまぼろし』幻冬舎、1998/12/25（初版1993年新潮社）
- 原田実『トンデモ日本史の真相――と学会的偽史学講座』文芸社.2007年 - 松本健一説の紹介

小説
- 祖父江一郎『幕末士伝　中居屋炎上』（集英社）
- 南原幹雄『疾風来り去る 幕末の豪商中居屋重兵衛』1983年（集英社）のち角川文庫、学陽書房人物文庫
- 長尾三郎『対決―大老VS.開国商人』講談社 (1992/04)

## 派生作品
映画
- 動天（1991年、東映）、演：北大路欣也

歌謡曲
- 三波春夫「中居屋重兵衛 海を拓く男」

Webアニメ
- 幕末機関説 いろはにほへと、声：小村哲生